# Mi ha preso ancora!
Mi ha preso ancora! (It's Got Me Again!) è un film del 1932 coprodotto e diretto da Rudolf Ising. È un cortometraggio d'animazione della serie Merrie Melodies, uscito negli Stati Uniti il 14 maggio 1932. Fu il primo cartone animato Warner Bros. a venire candidato per l'Oscar al miglior cortometraggio d'animazione, che perse a favore di Fiori e alberi. Il film divenne di pubblico dominio dopo che la United Artists, che ne deteneva i diritti, non ne rinnovò il copyright.

## Trama
Una notte, un topo esce furtivamente da una tana e, dopo aver evitato vari ostacoli, attiva un grammofono che riproduce un disco. Questo fa sì che gli altri topi escano dalle tane e si mettano a ballare e suonare. Le danze dei topi vengono osservate da un gatto all'esterno; il felino, affamato, si introduce in casa dal camino e attacca i topi, che fuggono. Uno di essi rimane però indietro e viene messo all'angolo dal gatto. Non riuscendo a far desistere il gatto dal suo proposito, il topo chiede aiuto ai suoi amici, che lanciano al gatto una bacchetta da tamburo usando l'archetto di una chitarra come un arco. Il gatto è costretto a fuggire mentre i topi lo attaccano con altri strumenti usati come armi improprie. Infine il gatto fugge dalla finestra mentre i topi applaudono.

## Distribuzione

### Edizione italiana
L'edizione italiana del film fu trasmessa direttamente in televisione nei primi anni 2000. Il doppiaggio fu eseguito dalla Time Out Cin.ca e diretto da Massimo Giuliani.

### Edizioni home video

#### Laserdisc
- The Golden Age of Looney Tunes - Vol. 5 (2 aprile 1997)

#### DVD e Blu-ray Disc
Il corto fu pubblicato in DVD-Video in America del Nord come extra nel secondo disco della raccolta Looney Tunes Golden Collection: Volume 3 (intitolato Hollywood Caricatures and Parodies) distribuita il 25 ottobre 2005. Fu inserito come extra (in SD) anche nel terzo disco della raccolta Blu-ray Disc e DVD Looney Tunes Platinum Collection: Volume Two, uscita in America del Nord il 16 ottobre 2012.